# Caloctenus gracilitarsis
Caloctenus gracilitarsis là một loài nhện trong họ Ctenidae.
Loài này thuộc chi Caloctenus. Caloctenus gracilitarsis được Eugène Simon miêu tả năm 1897.